# La Nuit de Pâques
La Nuit de Pâques est une nouvelle d’Anton Tchekhov, parue en 1886.

## Genèse et rédaction
La Nuit de Pâques est initialement publiée dans le numéro 3636 du journal Temps nouveaux du 13 avril 1886, signée An Tchekhov. Aussi traduit en français sous le titre Pendant la nuit sacrée.

## Résumé
Le narrateur attend le bac pour la ville située de l’autre côté de la rivière. C’est une belle nuit. Avec lui, un paysan qui est là sans raison, les étoiles, puis un coup de canon : c’est le signal. Les feux s’allument dans la plaine. Le bac arrive. La traversée est lente. Le passeur est le frère Iéronim. Les deux hommes regardent les étoiles et les feux d’artifice.
Le père Iéronim raconte la mort ce jour-là, dans son monastère, du diacre Nicolaï. Il était le meilleur de tout le monastère, le plus compatissant. Il excellait dans la création d'hymnes de type acathiste. De nature sensible, il n’était pas apprécié par tous dans le monastère.
La ville approche doucement avec ses lumières et ses bruits. L’homme descend, se mêle à la foule des croyants qui est venue pour la bénédiction. Il rentre dans l’église pleine à craquer. Puis, c’est l’aube. On découvre ce que la nuit cachait, et le retour par le bac. Le frère Iéronim est toujours là. Personne n’est venu le relever.

### Édition française
- La Nuit de Pâques, traduit par Madeleine Durand et Édouard Parayre, révision de Lily Dennis, éditions Gallimard, Bibliothèque de la Pléiade, 1967  (ISBN 978 2 07 0105 49 6).
- Anton Tchekhov, Le Violon de Rotschild et autres nouvelles, André Markowicz, traduit du russe, collection Point de retour, Alinéa, 1986  (ISBN 978 2 90463128 3)